# Óscar Romero en los sellos postales

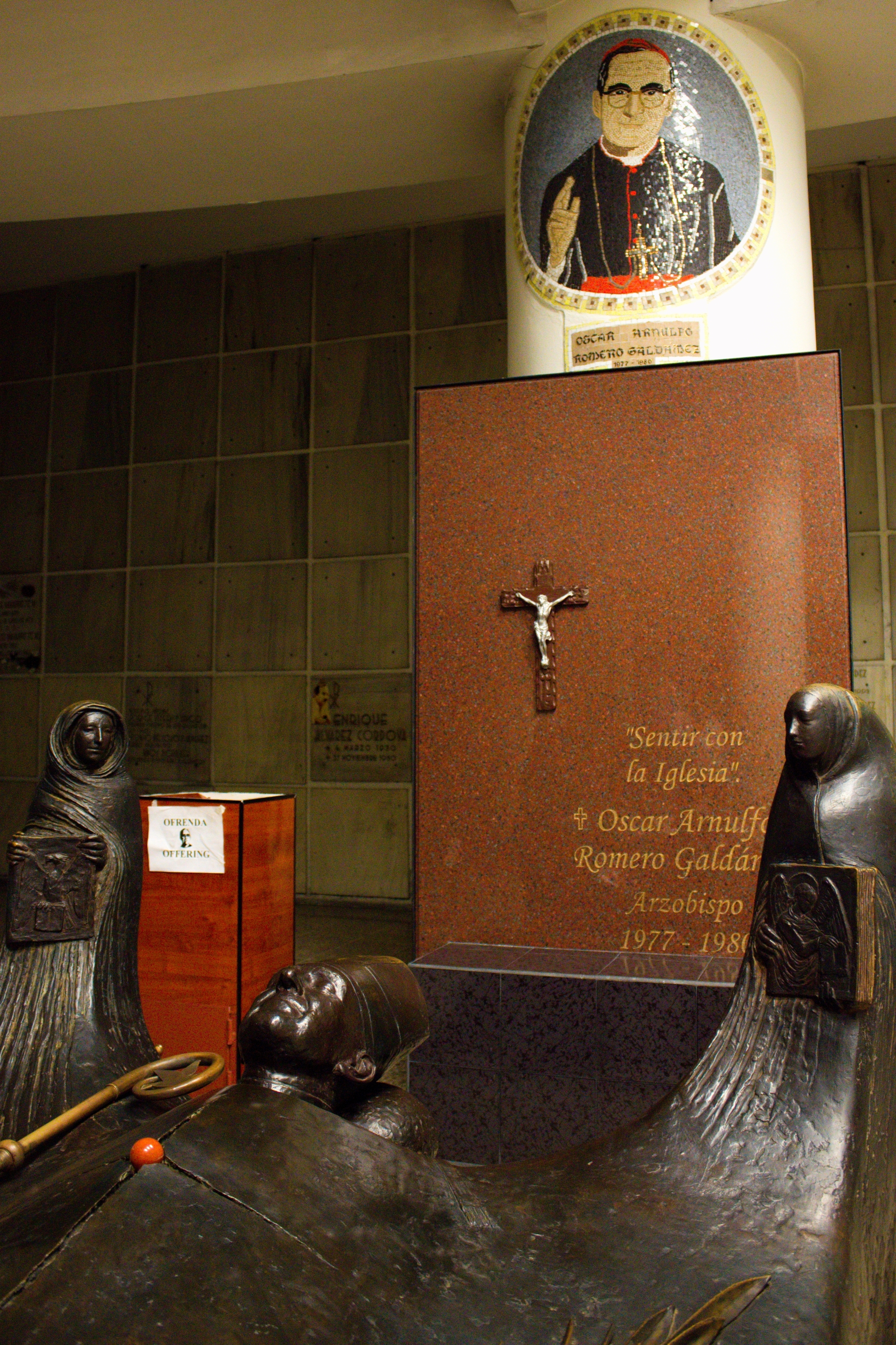
La tumba de Óscar Romero en la Catedral Metropolitana de San Salvador fue una de las ilustraciones en la emisión de sellos postales del año 2015.

El Santo Óscar Arnulfo Romero es uno de los personajes con más apariciones en los sellos postales emitidos por Correos de El Salvador, por lo que es de interés para una colección temática en la filatelia. Los sellos postales asociados a Romero  han sido emitidos a partir de la primera década del siglo XXI, pese a que su muerte por asesinato ocurrió en el año 1980.

## Emisiones

### Emisiones en El Salvador

#### 2005
En el año 2005, durante el gobierno de Elías Antonio Saca, se emitieron dos sellos con el motivo «Óscar Arnulfo Romero 25 años de su muerte, 24 marzo 1980». En una de ellas aparecía el retrato del arzobispo, mientras que en la otra se mostraba la Catedral Metropolitana de San Salvador. En ambas el valor facial se presentaba tanto en dólares estadounidenses como en colones salvadoreños, siendo el valor facial de ₡5,00/$0,57 y ₡2,50/$0,29, respectivamente.

#### 2010
El 19 de marzo de 2010, durante la administración del presidente Mauricio Funes, se lanzó una serie de seis sellos postales con el motivo «30 aniversario del martirio de Monseñor Óscar Arnulfo Romero 1980-2010». Las ilustraciones fueron elegidas a través de un concurso de pintura convocado en diciembre de 2009, y los seis primeros puestos se hicieron acreedores a que su trabajo y su nombre figurara en los sellos, habiendo sido el ganador Víctor Rivas con la obra Secreto a Voces, en la que se mostraba un retrato de Romero en color sepia conformado, en parte, con un collage de fotos del arzobispo. La tirada fue de 120 mil estampillas y el valor facial de las mismas era de un dólar. En la ceremonia de presentación de los sellos participó el mismo mandatario.

#### 2014
El 23 de junio de 2014 se emitió el primer sello postal en el periodo presidencial de Salvador Sánchez Cerén. La leyenda del mismo era «Aeropuerto Internacional Monseñor Óscar Arnulfo Romero y Galdámez» debido a que dicho aeropuerto había sido renombrado por Decreto Legislativo en marzo de ese año. La ilustración reproducía la pintura de Rafael Varela, la cual se encuentra en un salón de la casa presidencial salvadoreña. La tirada fue de 400 mil sellos y su valor facial de $0,65 centavos.

#### 2015
En marzo de 2015 se anunció oficialmente la beatificación de Óscar Romero por la Iglesia católica, cuya ceremonia se realizaría el 23 de mayo de ese año. El 15 de mayo se lanzaron cuatro sellos diferentes con el motivo «Beatificación de Monseñor Romero» con una tirada de 404 mil estampillas y 1600 sobres de primer día. A dicho lanzamiento oficial asistió Angelo Amato, Prefecto de la Congregación para las Causas de los Santos. Las cuatro ilustraciones mostraban a Romero en medio de feligreses (valor facial de $1), la tumba del religioso en Catedral Metropolitana ($0,20), una imagen de perfil con la mano alzada ($0,10) y un retrato de frente del arzobispo ($0,05).

#### 2016
El 24 de mayo de 2016 se lanzaron dos sellos postales con el motivo «Monseñor Romero - El paso de la persona migrante» con el objetivo de sensibilizar «sobre las causas, evolución y efectos de la migración», en especial de aquellos emigrantes de origen latinoamericano que ha tomado rumbo a los Estados Unidos. Las ilustraciones mostraban la imagen del arzobispo bendiciendo a los emigrantes a bordo del «Tren de la muerte», y su valor facial era de $2,50; y en la otra aparecía la figura del religioso en el ocaso del desierto de Arizona en donde una fila de personas atraviesa el peligroso lugar en búsqueda de un mejor futuro. El valor facial de este sello era de $10, el mayor conocido de los emitidos por Correos de El Salvador sobre la figura de Romero. La tirada fue de 350 mil estampillas y 200 sobres de primer día.

#### 2018
El papa Francisco anunció la canonización de Óscar Romero el día 19 de mayo de 2018, en una ceremonia que se realizó el 14 de octubre del mismo año. Romero fue canonizado junto a Pablo VI y otros cinco beatos. Debido al acontecimiento, el 3 de octubre el gobierno salvadoreño lanzó cuatro sellos postales con el motivo «San Óscar Arnulfo Romero - Obispo y Mártir», con retratos del religioso con aureola. La tirada de la emisión fue de 165 mil sellos, con valores faciales de $0,20, $0,25, $0,50 y $1, aparte de matasellos y 300 sobres de primer día.